# Modely komunikace
Modely komunikace jsou definice komunikace v rámci mediálních studií, které se snaží popsat, popřípadě i graficky znázornit, jak vypadá masová komunikace, z čeho se skládá a jaké prvky v ní hrají jakou roli.

## Původní modely
První definování komunikace učinil Harold D. Lasswell v roce 1948, model nese označení Lasswellova formule. Nešlo však o model jako takový, v definici byly popsány jednotlivé prvky komunikačního aktu. V témže roce se objevil první model od Clauda Shannona, který se nazývá Shannonův a Weaverův model komunikace, též známý jako lineární model.

## Lingvistický model
V lingvistice nejznámějším modelem je od Romana Jakobsona z roku 1960, ve kterém mezi vysílatele a přijímatele informace vkládá kontext, zprávu, kontakt a kód. Dříve se již komunikačnímu modelu věnoval Karl Bühler, který představil tzv. organon model.

## Čtyři modely komunikace
Denis McQuail ve své knize Úvod do teorie masových médií popisuje další čtyři modely komunikace, které překonávají původní lineární model od Shannona.
1. Přenosový model
2. Rituálový či výrazový model
3. Propagační model
4. Příjmový model (teorie recepce dle Stuarta Halla)